# Горленко Ніна
Ні́на Федорівна Горле́нко (1 березня 1895, Білопілля (Холмщина) — 4 травня 1964, Філадельфія) — українська драматична актриса. Відома за виступами в Театрі Миколи Садовського, Театрі «Березіль». Випускниця Музично-драматичної школи М. Лисенка 1-го випуску.

## Життєпис
Ніна Горленко народилась 1 березня 1895 у Білопіллі, що на Холмщині.
З відзнакою закінчила в Києві Музично-драматичну школу М. Лисенка (перший випуск) і 12 березня 1912 року вступила до трупи Театру Миколи Садовського. Дебютувала тоді в ролі Софії у «Безталанній». Василь Василько згадував: «Була вище середнього зросту, струнка, жіночна, з тонким, приємним обличчям, великими карими очима. Горленко — визначна українська актриса, інженю широкого діапазону — від ліричного до характерного».
У 1915 році запрошувалась Лесем Курбасом до театру «Тернопільські театральні вечори».
У 1917—1918 працювала у Національному зразковому театрі (Київ).
У 1919—1920 — актриса Державного театру УНР (Кам'янець-Подільський).
У 1920-х роках працювала в Червонозаводському театрі у Харкові.
В 1930-х грала в Театрі ім. Т. Г. Шевченка (колишній Березіль).

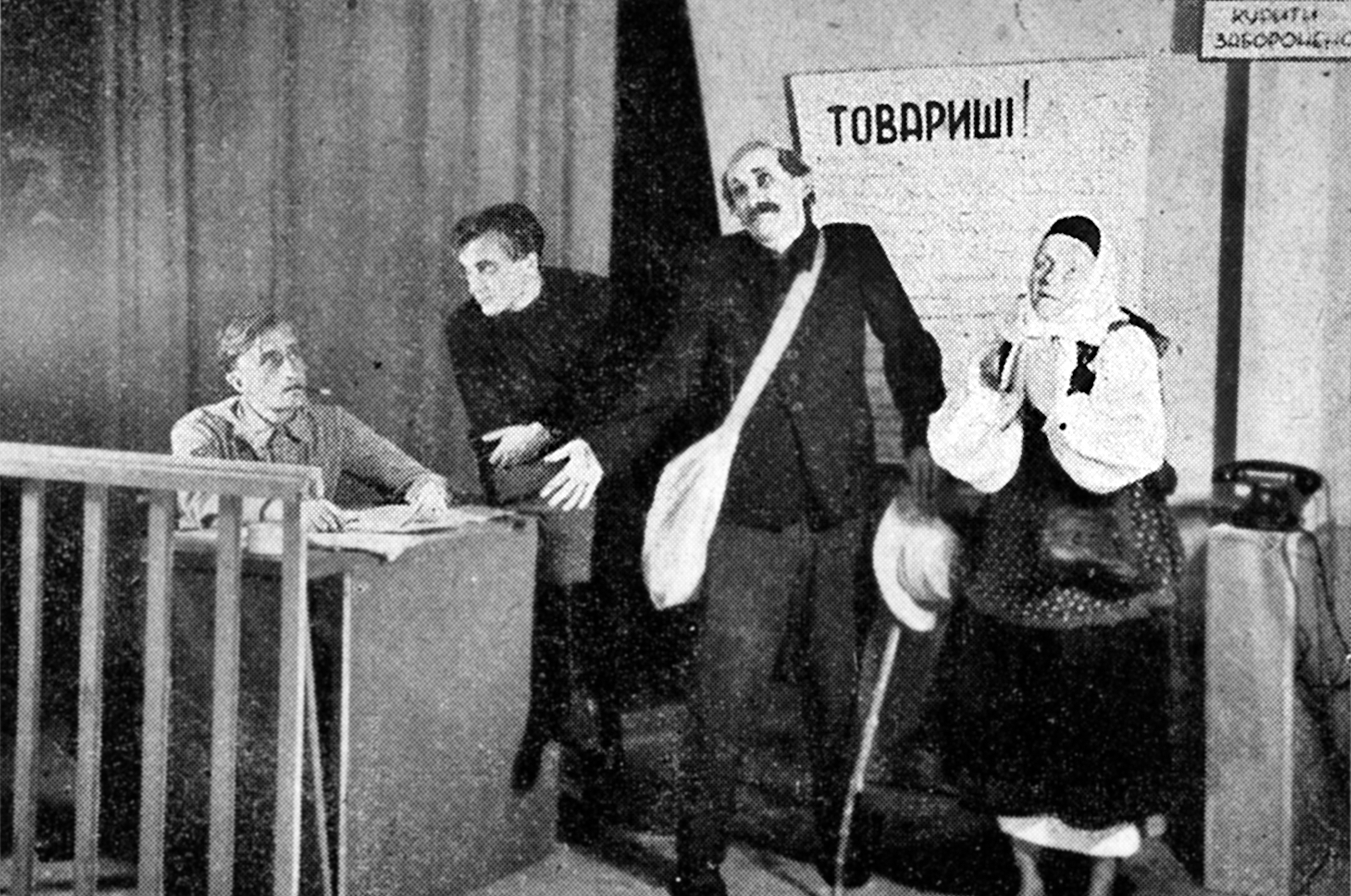
ІІ дія «Секретаріат РНК» з п'єси «Народний Малахій», поставленої АУА в Аугсбурзі 1946. Зліва направо: В. Карп'як (секретар), Е. Левицький, В. Блавацький (Малахій), Н. Горленко (Агапія)

У воєнні роки була примусово вивезена на роботу до Німеччини — потрапила в жахливі умови праці на підземному заводі. Перед самою капітуляцією фашистів усіх робітників цього заводу вивезли до Аугсбургу, який визволяли американські війська. Отже, опинилася в еміґрації в Німеччині, де у 1946—1948 роках грала в Ансамблі українських акторів під керівництвом Володимира Блавацького.
Ніна була дружиною Марка Петлішенка, репресованого у 1937 році. У 1948, вже виступаючи в Німеччині (Ашаффенбург) вона присвятила пам'яті свого чоловіка головну роль в «Домасі» Людмили Коваленко.
Згодом з Театром Блавацького переїхала до США, працювала в українському театрі у Філадельфії, не цуралась і важкої фізичної роботи в госпіталі, де вона прасувала простирадла, не дивлячись на те, що у неї постійно боліла права рука.
Серед її улюблених і відзначених критиками ролей — «Бояриня» в однойменній драмі Лесі Українки і Долорес в «Камінному господарі», а ще Агапія в «Народному Малахії» Миколи Куліша.
Ніна Горленко померла у Філадельфії 4 травня 1964. Похована на цвинтарі «Овкленд» поруч з могилою її сестри Наталії Литвиненко. 20 квітня 1972 на гроші, зібрані громадськістю з ініціативи Євдокії Дичко-Блавацької, вдови В. Блавацького, на її могилі був установлений надгробник із темно-сірого граніту з надписом, автором якого є професор Петро Мегик.

## Ролі

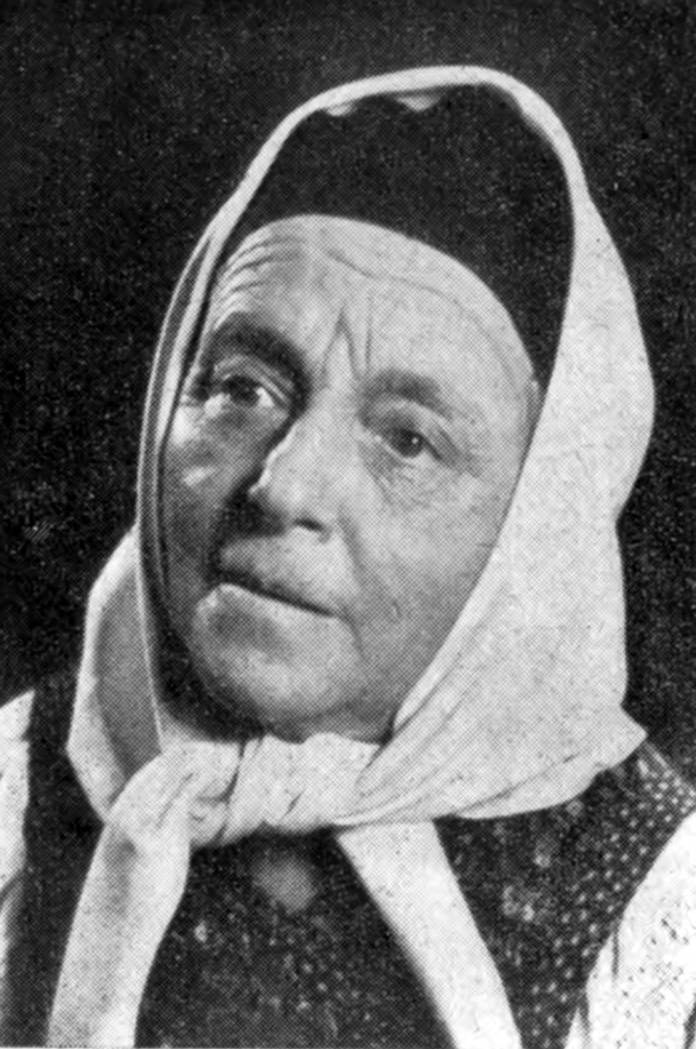
Ніна Горленко у ролі «Агапії» у п'єсі «Народний Малахій», поставленій Ансамблем Українських Акторів, Аугсбург 1946

Ніна Горленко у виставі «Циганка Аза», 1918

Дебютувала в побутових ролях, але згодом перейшла на героїчні ролі у модерновому репертуарі.
Про одну з перших її ролей у Театрі Садовського Василь Степанович Василько писав: «Комедія „Нахмарило“ мала успіх і потім увійшла до репертуару як ранкова вистава. У ній найкраще грали Іван Ковалевський і молода артистка Ніна Горленко, щойно прийнята до театру».
Грала в п'єсах Винниченка, Ібсена, Куліша, вдало передавала жіночі постаті в інсценізаціях В. Стефаника.
Грала ролі широкого діапазону — від ліричних до характерних. Серед них:
- Софія («Безталанна» І. Карпенка-Карого)
- Катря («Зіля Королевич» С. Васильченка)[12]
- Галя («Циганка Аза» Михайла Старицького, 1918)[13]
- Оксана («Бояриня» за Лесею Українкою) (1920)[14]
- Сільська дівчина («Нахмарило» Б. Грінченка)
- Варвара («Богдан Хмельницький» Михайла Старицького)[15]

В еміграції в театрі В. Блавацького грала в п'єсі «Домаха». В Студії Й. Гірняка грала графиню у «Пересаджених квітах» Діми (Діамари Ходимчук).
Грала також такі ролі як:
- поміщиця в «Таланті» Михайла Старицького
- «Мати» в п'єсі Карела Чапека
- Оляна в «Кармелюку»
- баба, що «шукає шлях до Єрусалиму» («Народний Малахій»)
- вчителька «правильних проізношеній» («Мина Мазайло»)